# Amphinome microcarunculata
Amphinome microcarunculata är en ringmaskart som beskrevs av Treadwell 1901. Amphinome microcarunculata ingår i släktet Amphinome och familjen Amphinomidae. Inga underarter finns listade i Catalogue of Life.